# Kepler-63
Kepler-63 — звезда, которая находится в созвездии Лебедь на расстоянии около 652 световых лет от нас. Вокруг звезды обращается, как минимум, одна планета.

## Характеристики
Kepler-63 была открыта с помощью орбитальной обсерватории Hipparcos в ходе проекта Tycho. Официальное открытие звезды было совершено 1997 году в рамках публикации каталога Tycho. Наименование звезды в этом каталоге — TYC 3550-458-1. В настоящий момент более распространено наименование «Kepler-63», данное командой астрономов из проекта «Кеплер».
Kepler-63 представляет собой жёлтый карлик, во многом напоминающий наше Солнце. Его масса и радиус равны 98 % и 90 % солнечных соответственно. Температура поверхности составляет около 5576 кельвинов.

## Планетная система
В 2013 году было объявлено об открытии планеты Kepler-63 b в системе. Её масса и радиус равны 37 % и 54 % юпитерианских соответственно. Примечательно, что планета движется по полярной орбите, то есть наклонена к экватору звезды почти на 90°.